# Stadion Sportkompleks Abdysh-Ata
Stadion Sportkompleks Abdysh-Ata (en kirghize : Стадион Спорткомплекс Абдыш-Ата) est un stade multi-usage de Kant, au Kirghizistan.
Il est actuellement utilisé la plupart du temps pour des matchs de football et sert de stade domicile pour le Abdish-Ata, de la Ligue de football du Kirghizistan. Le stade a une capacité de 3 000 personnes.